# Championnat d'Asie masculin de basket-ball des moins de 16 ans
Cet article traite de l'épreuve masculine. Pour la compétition féminine, voir Championnat d'Asie féminin de basket-ball des moins de 16 ans.
Le Championnat d'Asie masculin de basket-ball des moins de 16 ans est une compétition masculine de basket-ball qui oppose les meilleures sélections nationales d'Asie et d'Océanie des joueurs de moins de 16 ans. Elle est organisée par la FIBA Asie tous les 2 ans depuis 2009. Le titre de champion d'Asie se joue donc entre 16 sélections des différentes zones de qualification en Asie et en Océanie. Les quatre équipes demi-finalistes de la compétition se qualifient directement pour la Coupe du monde masculine de basket-ball des 17 ans et moins.
L'édition 2019, qui devait initialement se dérouler en avril 2020, est annulée par la FIBA Asie, en raison de la pandémie de coronavirus.

## Palmarès
| Édition | Année | Pays hôte   | Finale                                      | Finale                                      | Finale                                      | Petite finale                               | Petite finale                               | Petite finale                               | MVP                                         |
| Édition | Année | Pays hôte   | Champion                                    | Score                                       | Deuxième                                    | Troisième                                   | Score                                       | Quatrième                                   | MVP                                         |
| ------- | ----- | ----------- | ------------------------------------------- | ------------------------------------------- | ------------------------------------------- | ------------------------------------------- | ------------------------------------------- | ------------------------------------------- | ------------------------------------------- |
| 1re     | 2009  | Johor Bahru | Chine                                       | 104–69                                      | Corée du Sud                                | Iran                                        | 83–73 (OT)                                  | Philippines                                 | non mis en place                            |
| 2e      | 2011  | Nha Trang   | Chine (2)                                   | 92–52                                       | Corée du Sud                                | Japon                                       | 94–81                                       | Philippines                                 | non mis en place                            |
| 3e      | 2013  | Téhéran     | Chine (3)                                   | 85–78                                       | Philippines                                 | Japon                                       | 85–72                                       | Taïwan                                      | non mis en place                            |
| 4e      | 2015  | Jakarta     | Corée du Sud                                | 78–69                                       | Taïwan                                      | Chine                                       | 80–58                                       | Japon                                       | non mis en place                            |
| 5e      | 2017  | Foshan      | Australie                                   | 91–67                                       | Chine                                       | Nouvelle-Zélande                            | 76–60                                       | Philippines                                 | non attribué                                |
| 6e      | 2019  | Beyrouth    | Annulé en raison de la pandémie de Covid-19 | Annulé en raison de la pandémie de Covid-19 | Annulé en raison de la pandémie de Covid-19 | Annulé en raison de la pandémie de Covid-19 | Annulé en raison de la pandémie de Covid-19 | Annulé en raison de la pandémie de Covid-19 | Annulé en raison de la pandémie de Covid-19 |
| 6e      | 2022  | Doha        | Australie (2)                               | 94–63                                       | Japon                                       | Nouvelle-Zélande                            | 89–62                                       | Liban                                       | Yuto Kawashima                              |
| 7e      | 2023  | Doha        | Australie (3)                               | 79–76                                       | Nouvelle-Zélande                            | Chine                                       | 87–59                                       | Philippines                                 | Oscar Goodman                               |

## Médailles par pays
Tableau actualisé après le championnat 2023.
| Rang | Nation           | Or | Argent | Bronze | Total |
| ---- | ---------------- | -- | ------ | ------ | ----- |
| 1    | Chine            | 3  | 1      | 2      | 6     |
| 2    | Australie        | 3  | 0      | 0      | 3     |
| 3    | Corée du Sud     | 1  | 2      | 0      | 3     |
| 4    | Japon            | 0  | 1      | 2      | 3     |
| 4    | Nouvelle-Zélande | 0  | 1      | 2      | 3     |
| 6    | Taïwan           | 0  | 1      | 0      | 1     |
| 6    | Philippines      | 0  | 1      | 0      | 1     |
| 8    | Iran             | 0  | 0      | 1      | 1     |

## Détail par pays
| Équipe           | 2009         | 2011         | 2013         | 2015         | 2017 | 2022 | 2023 | Total |
| ---------------- | ------------ | ------------ | ------------ | ------------ | ---- | ---- | ---- | ----- |
| Arabie saoudite  | 15e          | 8e           |              |              |      |      | 14e  | 3     |
| Australie        | FIBA Océanie | FIBA Océanie | FIBA Océanie | FIBA Océanie | 1er  | 1er  | 1er  | 3     |
| Bahreïn          | 12e          |              | 8e           | 12e          |      | 13e  | 15e  | 5     |
| Bangladesh       |              |              |              | 15e          |      |      |      | 1     |
| Chine            | 1er          | 1er          | 1er          | 3e           | 2e   |      | 3e   | 6     |
| Corée du Sud     | 2e           | 2e           | 5e           | 1er          | 5e   | 6e   | 10e  | 7     |
| Hong Kong        |              |              | 13e          | 14e          | 11e  |      |      | 3     |
| Inde             | 10e          | 10e          | 11e          | 13e          | 13e  | 5e   | 9e   | 7     |
| Indonésie        |              | 7e           |              | 10e          |      | 11e  |      | 3     |
| Irak             |              | 5e           |              | 9e           |      |      |      | 2     |
| Iran             | 3e           |              | 6e           |              | 7e   | 8e   | 6e   | 5     |
| Japon            | 6e           | 3e           | 3e           | 4e           | 6e   | 2e   | 5e   | 7     |
| Jordanie         | 8e           |              | 10e          |              |      |      | 8e   | 3     |
| Kazakhstan       | 9e           |              | 7e           |              |      | 10e  | 13e  | 4     |
| Koweït           | 13e          |              |              | 8e           |      | 12e  |      | 3     |
| Liban            |              | 6e           |              | 6e           | 8e   | 4e   | 11e  | 5     |
| Macao            |              |              |              |              | 12e  |      |      | 1     |
| Malaisie         | 11e          | 13e          | 9e           | 11e          | 10e  |      | 12e  | 6     |
| Nouvelle-Zélande | FIBA Océanie | FIBA Océanie | FIBA Océanie | FIBA Océanie | 3e   | 3e   | 2e   | 3     |
| Ouzbékistan      |              | 14e          |              |              |      |      |      | 1     |
| Philippines      | 4e           | 4e           | 2e           | 5e           | 4e   | 7e   | 4e   | 7     |
| Qatar            |              | 11e          |              |              |      | 9e   | 7e   | 3     |
| Singapour        | 14e          |              |              |              |      |      |      | 1     |
| Sri Lanka        |              |              |              |              |      |      | 16e  | 1     |
| Syrie            | 7e           |              | 12e          |              |      |      |      | 2     |
| Taïwan           | 5e           | 9e           | 4e           | 2e           | 9e   |      |      | 5     |
| Thaïlande        | 16e          |              | 13e          | 7e           |      |      |      | 3     |
| Viêt Nam         |              | 12e          |              |              |      |      |      | 1     |
| Total            | 16           | 14           | 14           | 15           | 13   | 13   | 16   |       |

Légende : en gras le pays organisateur.